# Доубаньцзян
Доубаньцзян (кит. трад.: 豆瓣醬), також відомий як дубан, тобан-цзан або чилі паста з ферментованої квасолі, це пекуча і пікантна китайська бобова паста, виготовлена з ферментованих бобів, перцю чилі, соєвих бобів, солі і борошна. Характерна для сичуанської кухні, її називають «душею сичуанської кухні». Сичуанські страви, такі як мапо тофу, хуогуо (сичуанський гарячий горщик), Юйсян і Шуйжу, у всіх яких основним інгредієнтом є доубаньцзян. Інші регіони мають свої версії: наприклад, у провінції Гуандун і на Тайвані сичуанський доубаньцзян називають ла-доубаньцзян (кит. трад.: 辣豆瓣醬), щоб відрізнити його від місцевих негострих версій.

## Основні види

### Піксійський доубаньцзян
Найвідомішим сортом доубаньцзян є, мабуть, піксійський доубаньцзян (спрощ.: 郫县豆瓣酱; піньїнь: Píxiàn dòubànjiàng), названий на честь Піксянь (нині район Піду, місто Ченду), Сичуань. Піксійський доубаньцзян виробляється з тривалим періодом бродіння під сонячними променями (часто більше 3 років). У приказці кажуть: «перевертайте його вдень, виставляйте на ніч, приймайте сонячні ванни в сонячні дні, накривайте під час дощу». (спрощ.: 白天翻，晚上露，晴天晒，雨时盖).
Характерний смак Піксійський доубаньцзян пов'язаний з географічним розташуванням. Піксянь розташований на рівнині, де більше сонця, висока вологість повітря та відсутність забруднення води. Середовище забезпечує середовище для виживання мікробної флори, яка необхідна для процесу бродіння, і унікальна мікробна флора створює особливий смак.
Піксійський доубаньцзян має червонувато-коричневий колір з глибоким і складним смаком умамі. Стандартний спосіб використання — це спочатку обсмажити його в олії перед додаванням інших інгредієнтів, наповнивши олію своїм кольором і ароматом.

### Інші
Доубаньцзян можна виготовити вдома лише з соєвих бобів, солі та спецій. Звичайний добаньцзян домашнього чи фабричного виробництва рідко має такий тривалий час бродіння, який є у піксійській версії.
Гонгуоу доубаньцзян (китайська: 红油豆瓣, доубаньцзян в олії червоного перцю чилі) іноді плутають з піксійським доубаньцзяном. Гонгуоу доубаньцзян не ферментований, він зазвичай містить додаткові спеції, а олію чилі можна приготувати з будь-якого сорту чилі.
Біньджоу (Біньчжоу, Шаньдун) кавунний доубаньцзян (спрощ.: 滨州西瓜豆瓣酱) — негострий доубаньцзян, інгредієнти якого включають соєві боби, кавун, борошно, сіль тощо. Кавун часто ферментують і обробляють без будь-яких хімічних добавок.
Доубаньцзян, який використовується за межами Сичуані, часто не є гострим, і вони називаються не доубаньцзян, а тобанцзян. Більшість тобанцзян, які продаються на азійських продуктових ринках, виробляє Lee Kum Kee.

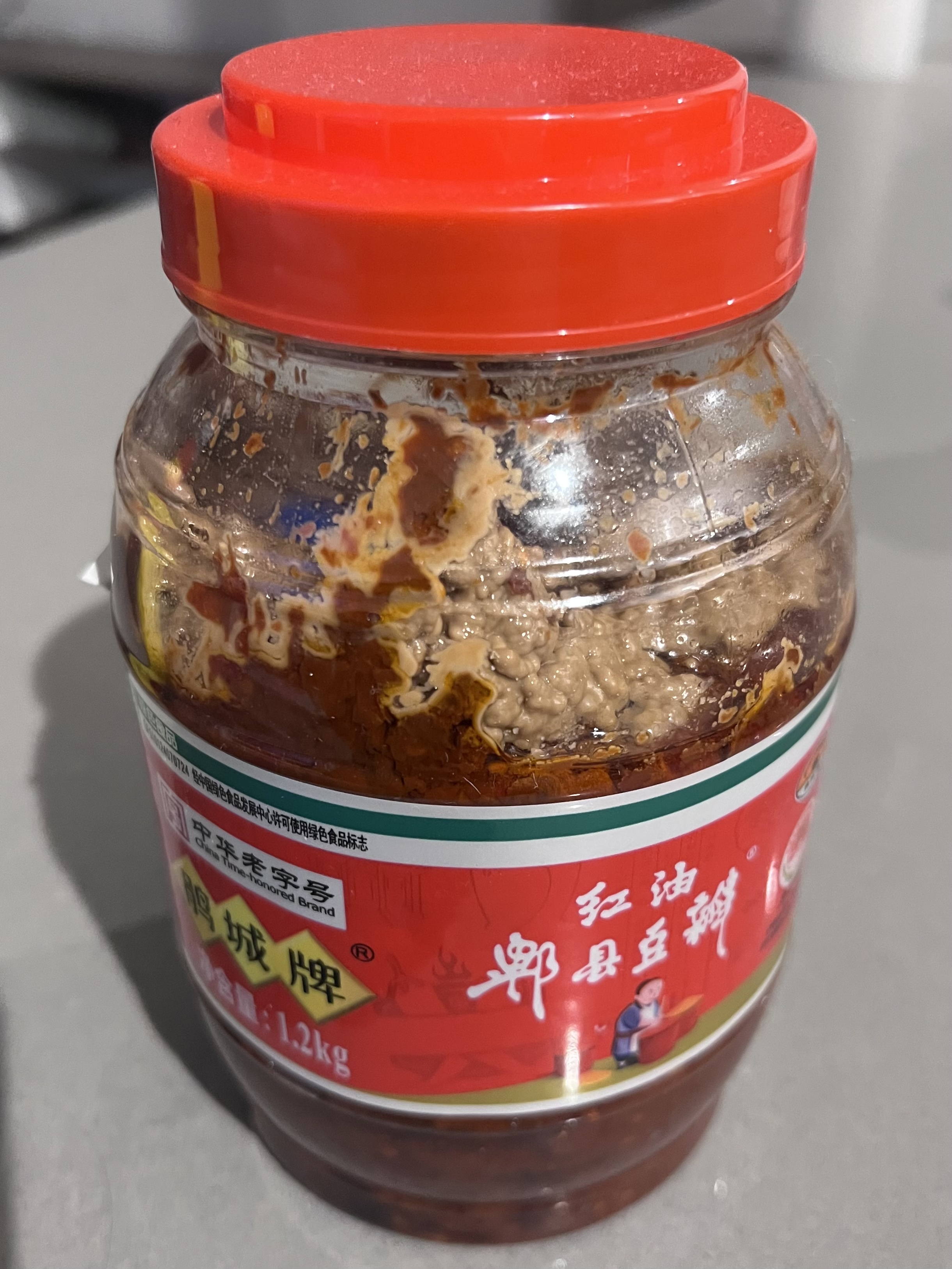
Нерозпечатаний Доубаньцзян

## Спосіб зберігання
Доубаньцзян — це ферментований соус. Його виробляють шляхом мікробної ферментації, і немає гарантії, що мікроорганізми в ньому повністю інактивуються під час продажу. Тому зберігання при кімнатній температурі після відкриття може прискорити ріст мікроорганізмів і зіпсувати приправу. У Доубаньцзяні також багато жиру. Жир у ньому може спричинити окислення при кімнатній температурі. Такі приправи, як Доубаньцзян, слід зберігати добре закритими в скляній ємності та охолоджувати.

## Страви
Doubanjiang можна використовувати для багатьох страв, Pixian Doubanjiang відомий як «душа сичуаньської кухні». З Doubanjiang можна приготувати мапо тофу, Двічі приготована свинина, сичуанський гарячий горщик, Юйсянська подрібнена свинина, курку Кунг Пао, смажену свинину, свинину Шуйжу (свинина, варена у воді) тощо.
Хоча ресторани сичуанської кухні є по всьому світу, сичуанська кухня за межами провінції Сичуань втратить свою характерність.